# Abiadisaurus
Abiadisaurus witteni
Genre
Espèce
Abiadisaurus est un genre fossile d'amphibiens préhistoriques de l'ordre ou clade des Temnospondyli. Ce genre est monotypique avec pour espèce type Abiadisaurus witteni.

## Systématique
Le genre Abiadisaurus et l'espèce Abiadisaurus witteni ont été décrits en 1998 par Anne A. Warren (d), Adam Matthew Yates (d), Ross J. Damiani (d), Mark B. Goodwin (d), Craig B. Wood (d) et Charles R. Schaff (d).

## Présentation
Abiadisaurus n'est connu qu'à partir d'une mâchoire gauche découverte dans le grès d'Adigrat (Trias supérieur en Éthiopie), et conservée dans la collection du musée de paléontologie de l'Université de Californie sous le code UCMP 154459.

## Publication originale
- (en) Anne Warren, Adam M. Yates, Ross J. Damiani et Mark B. Goodwin, « The first Temnospondyl Amphibian (Stereospondyli: Capitosauroidea) from Ethiopia », Neues Jahrbuch für Geologie und Paläontologie - Monatshefte,‎ 10 novembre 1998, p. 694–704 (DOI 10.1127/njgpm/1998/1998/694, lire en ligne, consulté le 28 septembre 2022)